# John Smith (marchand d'art)
Pour les articles homonymes, voir John Smith et Smith.
John Smith (1781-1855) est un encadreur et un marchand de tableaux londonien. Il est surtout connu pour être l’auteur d’un Catalogue raisonné of the Works of the Most Eminent Dutch, Flemish, and French Painters, 1829-1842.

## Biographie
John Smith compta parmi sa clientèle sir Robert Peel, qui devait devenir Premier Ministre et contribuer à la fondation de la National Gallery. En 1871, c'est à la société de John Smith que ce musée acheta 77 tableaux importants de peintres néerlandais.
En 1829, Smith commence la publication d'un Catalogue Raisonné of the Works of the Most Eminent Dutch, Flemish, and French Painters, 1829-1842 (un « Catalogue raisonné des œuvres des peintres néerlandais, flamands et français les plus éminents »). L'ouvrage, dédicacé à Peel, fut conçu avec pour principal objectif de promouvoir la fiabilité et l’intégrité dans la vente d’œuvres d’art.
John Smith était assisté dans ses affaires par ses fils, Samuel Mountjoy Smith et John M. Smith. Samuel Theobald Smith († 1905), le petit-fils de John Smith, prit la relève. Le stock de tableaux de la société de ce dernier, S.T. Smith & Son, apparut par la suite dans plusieurs ventes, en 1904, 1905, et 1910.

## Le catalogue raisonné
Comptant au départ 8 volumes publiés de 1829 à 1837, auquel vint s’ajouter, en 1842, un supplément constituant un 9e volume, le catalogue raisonné de John Smith décrit les œuvres attribuées dans le deuxième quart du XIXe siècle à quarante et un peintres : trente-quatre peintres des Pays-Bas septentrionaux, quatre peintres des Pays-Bas méridionaux (vol. 2 et 3 + Coques) et trois peintres français (vol. 8) :
- Partie 1re (1829) : Gérard Dou, Pieter Van Slingelandt, Frans Van Mieris, Willem Van Mieris, Adriaen Van Ostade, Isaac Van Ostade, Philips Wouwerman ;
- Partie 2e (1830) : Pierre-Paul Rubens ;
- Partie 3e (1831) : Antoine Van Dyck, David Teniers le Jeune ;
- Partie 4e (1833) : Jan Steen, Gerard Ter Borch, Eglon Van der Neer, Pieter De Hooch, Gonzales Coques, Gabriel Metsu, Caspar Netscher, Adriaen Van der Werff, Nicolas Maes, Godfried Schalcken ;
- Partie 5e (1834) : Nicolaes Berchem, Paulus Potter, Adriaen Van der Velde, Karel Dujardin, Albert Cuyp, Jan Van der Heyden ;
- Partie 6e (1835) : Jacob Van Ruysdael, Meindert Hobbema, Jan Both, Andries Both, Jan Wynants, Adam Pynacker, Jan Hackaert, Willem van de Velde, Ludolf Bakhuizen, Jan Van Huysum, Rachel Ruysch ;
- Partie 7e (1836) : Rembrandt ;
- Partie 8e (1837) : Nicolas Poussin, Claude Lorrain, Jean-Baptiste Greuze.
- Partie 9e - Supplément (1842) : Ajouts et corrections pour tous les peintres repris dans les précédents volumes.

L'ouvrage servit de base au Beschreibendes und kritisches Verzeichnis der Werke der hervorragendsten holländischen Maler des XVII. Jahrhunderts... dont Cornelis Hofstede de Groot dirigea la rédaction de 1907 à 1928. Voir l'article consacré à Hofstede de Groot pour un tableau comparatif entre les deux catalogues.

## Critique de l'œuvre
Smith n'était pas un historien de l'art, mais un marchand de tableaux. De ce simple fait, on peut le suspecter d'avoir pu, sciemment ou non, confirmer certaines attributions en fonction du profit qu'il pouvait en tirer.[réf. nécessaire]